# Kista
Kista es una ciudad en las afueras de Estocolmo. En 2008 tenía 10 254 habitantes de los cuales el 60 % tienen un origen extranjero.
Kista se ha convertido en un importante centro tecnológico de Suecia y Europa. En Kista se ha concentrado la actividad académica de las universidades con el trabajo de institutos de investigación y de unas 350 empresas en torno al desarrollo de tecnología, en especial de comunicaciones inalámbricas. Un total de 65 000 personas trabajan en Kista y otras 4000 estudian ahí.
Entre las empresas destaca la sueca Ericsson, gigante de las comunicaciones, entre otras como Nokia, HP, Microsoft, Intel y Oracle.
- Datos: Q1245744
- Multimedia: Kista / Q1245744